# Баришево (Гагарінський район)
Баришево (рос. Барышево)  — присілок Гагарінського району Смоленської області Росії. Входить до складу Акатовського сільського поселення.
Населення —  10 осіб (2007 рік). 